# José Pedro Fuenzalida
José Pedro Fuenzalida Guanya (22 de febrer, 1985 a Xile) és un futbolista xilè també conegut com a "Chapita". Fuenzalida és un migcampista que té contracte amb el Club Social y Deportivo Colo-Colo.